# حوري جبيشيان
حوري جبيشيان (بالإنجليزية: Houry Gebeshian)‏ (بالأرمينية:Հուրի Գեբեշյան) لاعبة جمباز فني أرمينية-أمريكية مثلت أرمينيا في بطولة العالم للجمباز الفني عام 2011, وبطولة أوروبا للجمباز الفني لعام 2015  والألعاب الأولمبية الصيفية 2016. و كانت أيضًا عضو في فريق ايوا هوكس الذي يمثل جامعة آيوا من عام 2008 حتى عام 2011.

## حياتها
وُلدت حوري في السابع والعشرين من شهر يوليو (تموز) عام 1985 في كامبريدج (ماساتشوستس)، و والديها هما كريستين أبراهاميان و هاكوب جبيشيان. و قد حصلت حوري على شهادة الثانوية من مدرسة نيوتن نورث العليا.

## حياتها المهنية

### 2005-2007: النادي
احتلت جيبشيان لبمرذز الرابع والثلاثين في المسابقة الأولمبية الوطنية للصغار عام 2005 (J.O. competition) وكانت هذة أول مسابقة لها. و خلال سنواتها التنافسية في النادي تمرنت في مركز ماساتشوستس للجمباز على أيدي المدربين باترك بالمبر تشيكسن ماو وجاوي ماسيمو.

### 2008-2011: الجامعة
بدأت حوري اللعب لصالح فريق ايوا هوكس في موسم 2008 وكانت تلعب بالقضبان الثابتة والضوء وتنافس في كل مواجهة فردية خلال الموسم بأكمله. في عام 2009 عندما كانت في السنة الثانية كانت لاعبة أساسية في جميع الجوالات وتنافس في كل مواجهة فردية خلال الموسم بأكمله. و خلال السنة الدراسية الثالثة عام 2010 أصبحت أحد أكبر عشرة لاعبين بالضوء بمجموع 9.950. تقدمت جيبشيان خلال سنة التخرج عام 2011 إلى بطولة الجمباز للسيدات لعام 2011 كلاعبة فردية في جميع الجوالات.

### 2011- حتى الآن: اللعب دوليًا لصالح أرمينيا
صرحت جيبشيان في حوار لها مع مجلة الجمباز الدولية أنها استلهمت فكرة المنافسة لصالح أرمينيا عندما أخبرتها والدتها أنها تحمل الجنسية الأرمانية بحكم الولادة وبالتالي لديها مواطنة مزدوجة وتستطيع أن تمثل أرمينيا في الألعاب الأولمبية إذا أرادت. تواصلت والدة جيبشيان مع والد متدرب جمباز أخر في النادي نفسه الذي كان حلقة الوصل بأرمينيا وقد تأكد من قدرات جيبشيان لتمثيل أرمينيا كلاعبة من أصل أرمني، و قد قال لهم «أذهبوا لها» وبالفعل ساعدت عائلة جيبشيان في سداد التكاليف المالية لجيبشيان للمنافسة في مسابقة الجمباز العالمية عام 2011 في طوكيو في اليابان. و قد أنهت الحدث حاصلة على مجموع 45.899 في الوضع 128 لجميع الجولات . في الألعاب الأولمبية الصيفية 2012 لم تحصل على مكان للإقامة على الرغم من كونها البديلة الثالثة.
بعد انقطاع دام أربع سنوات عن اللعب الدولي عادت جيبشيان في شهر أبريل (نسيان) عام 2015 للعب مرة أخرى في بطولة أوروبا للجمباز لعام 2015 في مونبلييه في فرنسا، و قد تأهلت للنهائيات محتلة المركز التاسع عشر حاصلة على مجموع 51.198.
تنافست جيبشيان في مسابقة الجمباز الفني العالمية لعام 2015 في غلاسكو في اسكتلندا وتأهلت لفاعلية اختبار الأولمبياد، وفي أخر الأمر تأهلت إلى أولمبياد 2016 التي أُقيمت في ريو دي جينيرو في البرازيل. مثلت جيبشيان أرمينيا في منافسة الجمباز الفني في السابع من أغسطس (آب) عام 2016 في ريو دي جينيرو في البرازيل.

### تقيم المهارات
| النوع             | الاسم   | الوصف                                               | الصعوبة |
| ----------------- | ------- | --------------------------------------------------- | ------- |
| أعمدة غير متساوية | جيبشيان | دوران 360 مع تنافر العمود المنخفض مع العمود المرتفع | د       |

## حياتها الشخصية
تخرجت جيبشيان من جامعة آيوا حاصلة على بكالوريوس في تدريب الجمباز ، في عام 2012 درست في مدرسة الطب في جامعة ويك فوريست و حصلت على ماجستير في العلوم الطبية و تتدرب حاليًا كمساعدة طبيب في عيادة ذا كلايفند في ولاية أوهايو.
إن جبيشيان مخطوبة حاليًا وستتزوج من الطبيب دوان إهردت الابن وهو جراح متخصص في جراحة القدم والكاحل وأستاذ مساعد في قسم جراحة القدم والميكانيكا الحيوية في كلية الطب جامعة كينت.
تحمل جيبشيان كلا من الجنسيتين الأمريكية والأرمينية.

## روابط خارجية
- حوري جبيشيان على موقع الاتحاد الدولي للجمباز (licence) (الإنجليزية)
- حوري جبيشيان على موقع الاتحاد الدولي للجمباز (biography) (الإنجليزية)
- حوري جبيشيان على موقع اللجنة الأولمبية الدولية (الإنجليزية)
- حوري جبيشيان على موقع أوليمبيديا (الإنجليزية)